# Vårtaloe
Vårtaloe (Aloe humilis) är en art familjen afodillväxter från Sydafrika. Vårtaloe odlas ibland som krukväxt i Sverige. 

## Synonymer
- Aloe acuminata Haw.
- Aloe echinata Willd.
- Aloe echinata var. minor Salm-Dyck
- Aloe humilis var. acuminata (Haw.) Baker
- Aloe humilis var. candollei Baker
- Aloe humilis var. echinata (Willd.) Baker
- Aloe humilis var. incurva Haw.
- Aloe humilis var. suberecta (Aiton) Baker
- Aloe humilis var. subtuberculata (Haw.) Baker
- Aloe incurva (Haw.) Haw.
- Aloe perfoliata var. humilis L.
- Aloe perfoliata var. suberecta Aiton
- Aloe suberecta (Aiton) Haw.
- Aloe suberecta var. semiguttata Haw.
- Aloe subtuberculata Haw.
- Aloe tuberculata Haw.
- Aloe verrucosospinosa All.
- Catevala humilis (L.) Medik.